# 月光变奏曲
《月光变奏曲》（英語：Moonlight），2021年中国大陆都市爱情喜剧。根据青浼小说《月光变奏曲》改编，由爱奇艺、华策影视及上海好剧影视联合出品，张博昱执导，虞书欣、丁禹兮、杨仕泽、马吟吟领衔主演。于2021年5月20日在爱奇艺播出，是愛奇艺《恋恋剧场》中播出的首部电视剧，亦是成绩最佳的一部。

## 剧情简介
新晉大神晝川一向宣稱網絡時代編輯已死，不料卻遇到初入茅廬的靈魂捕手——元月社小編輯初禮。這個小姑娘不但懟天懟地懟大神，晝川還意外發現她居然是自己交心多年的線上網友小猴子。被書粉稱為溫潤如玉公子川的晝川，在初禮口中卻成了人前人後兩副面孔的戲精老師。元氣少女和戲精老師線上線下相愛相殺火花四射，攜手做書，共同成長，譜寫了一段有懟有甜的戀愛成長故事。

## 播出时间
| 频道          | 播出日期                    | 播出时间 | 备注                                 |
| ------------- | --------------------------- | -------- | ------------------------------------ |
| 爱奇艺        | 2021年5月20日-2021年6月18日 | 20:00    | 星期四至星期日更新2集，会员抢先看6集 |
| LTV龍華偶像台 | 2023年9月14日               | 20:00    | 星期一至四 · 臺灣                    |

## 演员列表

### 主要演员
| 演員   | 角色   | 介紹 |
| 虞书欣 | 初礼   | 元月社编辑→副主編→主编 QQ 名稱：猴子请来的水军 元气满满的新人编辑，是江与诚的粉丝。虽然学的是金融专业的，但是梦想成为元月社的编辑，看过社里每一本书。 第7集搬去昼川的家。 第36集與昼川結婚，兩人育有一女。最後結局荣升成元月社的主编。 |
| 丁禹兮 | 昼川   | 作家。 擅長題材：仙俠玄幻 代表作：《东方旖闻录》、《洛河神书》、《黄泉客栈》、《入梦照惊鸿》 QQ 名稱：消失的狐狸君 人称：温润如玉公子川 在粉丝眼中是偶像般的大神作家，却是初礼眼中幼稚傲娇的戏精老师。和初礼相处的过程中，意外发现她是自己在网路上交心多年的網友猴子。 第35集以《洛河神书》荣获2019年花枝奖。 第36集與初禮結婚，兩人育有一女。 |
| 杨仕泽 | 江与诚 | 作家 擅長題材：懸疑驚悚 代表作：《消失的动物园》、《消失的游乐园》 顾白芷前男友，后復合並結婚。云飞情敌。常常帮情商低的昼川开导情感问题，但实际上还是有点用。 第35集向顾白芷求婚。 第36集與顧白芷結婚。 |
| 马吟吟 | 顾白芷 | 新盾出版社总监 江与誠前女友、云飞喜欢的对象。离职自行创业並和江与誠结婚。 第36集怀孕。 |

### 其他演员
| 演員   | 角色     | 介紹                                                                                                |
| 王汀   | 姚       | 元月社主编→总编                                                                                     |
| 秦沛   | 夏老師   | 元月社總编、副社长                                                                                  |
| 朱泳腾 | 梁衝浪   | 元月社发行部主任 与老苗狼狈为奸，但还是有一点点良心，怕狗。                                         |
| 周璞   | 苗建平   | 老苗 元月社副主编 与梁冲浪狼狈为奸，看不惯初礼，总是一天到晚针对她。後跳槽到新盾 最後流落街頭賣書。 |
| 花潼   | 阿象     | 元月社美编→人气画手 初礼的朋友                                                                      |
| 景如洋 | 杜袅袅   | 元月社编辑 原本是初禮的死對頭，後來結為朋友。                                                       |
| 叶筱玮 | 云飞     | 作家 爱慕顾白芷                                                                                     |
| 何昕霖 | 索恒     | 作家 代表作：《金戈铁马》 擅長題材:史詩古風                                                         |
| 贺云庆 | 昼顾宣   | 作家 昼川爸爸 代表作：《岁月如歌》                                                                  |
| 孙歌璐 | 茧娘娘   | 《洛河神书》封面画手。國內首屈一指的古風插畫家，但人品欠缺。                                        |
| 田淼   | 初礼妈妈 | 表面上總是看不慣自己的女兒，私底下卻默默的支持。                                                    |
| 李洪权 | 初礼爸爸 | 警察。寵愛女兒的慈父，常瞞著初禮媽媽偷偷匯錢給女兒。                                                |
| 周玲   | 昼川妈妈 | 家庭主婦。常勸說昼川爸爸不要跟兒子吵架。                                                            |
| 熊玉婷 | 宋希     | 旧名李雪梅 与昼川同一个高中，喜欢昼川，但心機頗深，知道初禮是晝川的女友後一直在暗中打擊晝川         |
| 百克力 | 舒華     | 毒舌直播主                                                                                          |

## 电视原声带
| 曲序 | 曲目                   |        | 作曲 | 编曲   | 演唱   |
| ---- | ---------------------- | ------ | ---- | ------ | ------ |
| 1.   | 初礼来了（主题曲）     | 段思思 | 谭旋 | 陈思同 | 虞书欣 |
| 2.   | 无心之诗（人物主题曲） | 段思思 | 谭旋 | 雷立   | 丁禹兮 |
| 3.   | 极昼（插曲）           | 刘畅   | 曾缔 | 雷立   | 马思惠 |
| 4.   | NiūNiū（插曲）         | 刘畅   | 曾缔 | 雷立   | 双笙   |
| 5.   | 晕海（插曲）           | 段思思 | 谭旋 | 李乃刚 | 张远   |
| 6.   | 纸飞机（插曲）         | 刘畅   | 谭旋 | 张瑞成 | 金玟岐 |

## 外部衔接
- 月光变奏曲的新浪微博
- 豆瓣电影上《月光变奏曲》的資料 （简体中文）